# Barbodes
Barbodes ist eine asiatische Karpfenfischgattung. Das Verbreitungsgebiet reicht von Indien bis Indonesien und erreicht im Norden auch das südliche China und Taiwan.

## Merkmale
Barbodes-Arten werden 18 bis 60 cm lang. Sie sind von typischer mehr oder weniger hochrückiger Karpfenfischgestalt und besitzen zwei Paar mehr oder weniger kräftiger Barteln am Oberkiefer. Der letzte unverzweigte Rückenflossenstrahl ist an seiner Hinterkante gesägt. Die Lippen sind glatt und dünn. Rostral- und Maxillarbarteln sind vorhanden (Rostralbarteln fehlen bei B. aurotaeniatus). Die Seitenlinie kann vollständig sein oder nicht. In einer mittleren Längsreihe zählt man 22 bis 32, selten auch mehr Schuppen. ½4/1/4½ Schuppen finden sich zwischen der Basis der Rückenflosse und der Bauchmittellinie. Der Schwanzstiel wird von 12 Schuppenreihen umgeben. Auf dem ersten Kiemenbogen zählt man 12 bis 15 Kiemenrechen. Von anderen südostasiatischen Barbenarten kann Barbodes vor allem durch die Färbung unterschieden werden. Jungfische besitzen 3 bis 5 Flecken entlang ihrer Seitenmittellinie, einschließlich einen an der Schwanzflossenbasis und einen am Beginn der Rückenflosse. Mit fortschreitendem Wachstum können die Flecken zahlreicher werden oder zu einem breiten Längsband zusammenwachsen. Der Fleck am Beginn der Rückenflosse wird größer oder nimmt die Form eines breiten Balkens an.

## Arten
Die Gattung Barbodes ist im November 2013 stark ausgeweitet worden, als der Schweizer Ichthyologe Maurice Kottelat der Gattung zahlreiche Arten zuordnete, die bisher in Puntius gestellt wurden.

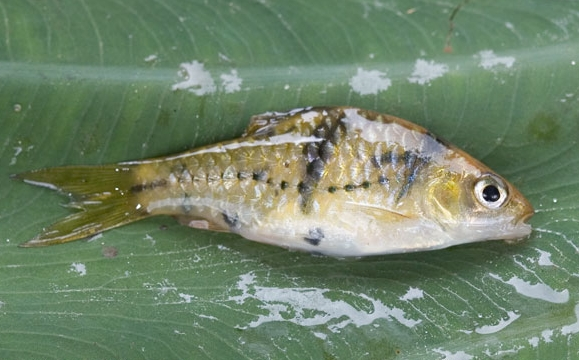
Barbodes kuchingensis

- Barbodes aurotaeniatus (Tirant, 1885)
- Barbodes banksi (Herre, 1940)
- Barbodes belinka (Bleeker, 1860)
- Barbodes bovanicus (Day, 1877)
- Barbodes bunau (Rachmatika, 2005)
- Karnataka-Barbe (Barbodes carnaticus Jerdon, 1849) (wahrscheinlich die Schwesterart der Gattung Hypselobarbus[1])
- Barbodes colemani (Fowler, 1937)
- Dunckers Barbe (Barbodes dunckeri Ahl, 1929)
- Barbodes elongatus (Ōshima, 1920)
- Everetts Barbe (Barbodes everetti Boulenger, 1894)
- Barbodes kuchingensis (Herre, 1940)
- Barbodes mahakkamensis (Ahl, 1922)
- Barbodes microps (Guenther, 1868)
- Barbodes platysoma (Bleeker, 1855)
- Barbodes polylepis Chen & Li, 1988
- Barbodes rhombeus (Kottelat, 2000)
- Barbodes sealei (Herre, 1933)
- Messingbarbe (Barbodes semifasciolatus Günther, 1868) (gehört möglicherweise zu einer anderen Linie)[2]
- Barbodes strigatus (Boulenger, 1894)
- Barbodes sunieri (Weber & de Beaufort, 1916)
- Barbodes wynaadensis (Day, 1873)

### Barbodes binotatus-Gruppe
Die Fische dieser Gruppe werden 6 bis 24 cm lang, besitzen Rostral- und Maxillar-Barteln, 22 bis 32 Schuppen entlang der Seitenlinie, einen letzten unverzweigten Rückenflossenstrahl der mehr oder weniger kräftig gezähnt ist und zeigen eine Zeichnung mit einem verschwommenen dunklen Längsstreifen an den Körperseiten, bei einigen Arten kombiniert mit zahlreichen weiteren dunklen Flecken und Punkten. Außer der in Südostasien weit verbreiteten, namensgebenden Art der Gruppe, die Fleckenbarbe, und die auf Brunei beschränkte Barbodes xouthos, leben alle anderen Arten auf Inseln der südlichen Philippinen. Sie sollen von einer Population der Fleckenbarbe abstammen, die sich während einer Eiszeit über eine Landbrücke über die Sulusee nach Mindanao ausbreitete.
In einem der größten Seen auf den Philippinen, dem auf Mindanao liegenden Lanao-See, bildeten diese Fische einen Artenschwarm mit etwa 13 endemischen Arten. Von diesem Artenschwarm sind nur noch zwei Arten übrig (B. lindog und B. sirang) während die übrigen (B. amarus, B. baoulan, B. clemensi, B. disa, B. flavifuscus, B. herrei, B. katolo, B. lanaoensis, B. manalak, B. pachycheilus, B. palata, B. palaemophagus, B. resimus und B. tras) seit einiger Zeit nicht mehr nachgewiesen wurden und wahrscheinlich durch die Absenkung des Wasserspiegels wegen der Nutzung des Seewassern durch Wasserkraftwerke, sowie durch die Einführung invasiver Arten, vor allem der Grundel Glossogobius giuris, ausgerottet wurden.

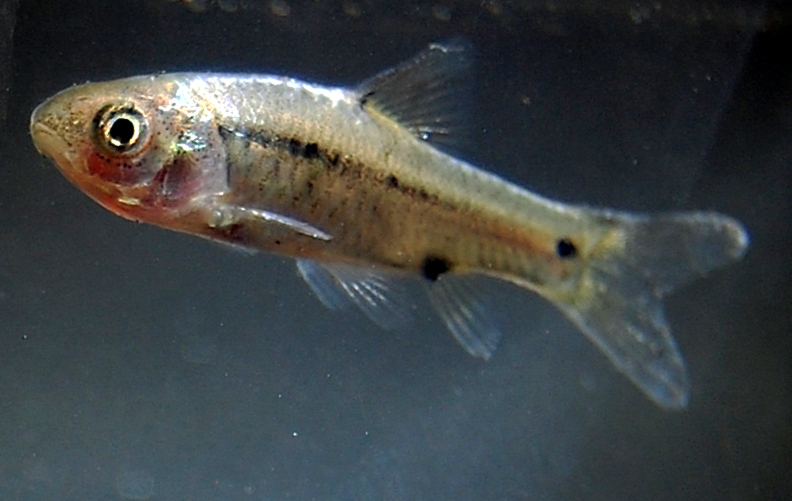
Fleckenbarbe (B. binotatus)

- Fleckenbarbe (Barbodes binotatus Valenciennes, 1842)
- Barbodes xouthos (Kottelat & Tan, 2011) (Brunei)
- Barbodes cataractae (Fowler, 1934), (Mindanao)
- Barbodes hemictenus (Jordan & Richardson, 1908) (Mindoro)
- Barbodes joaquinae (Wood, 1968) (Mindanao)
- Barbodes montanoi (Sauvage, 1881) (Mindanao)
- Barbodes tumba (Herre, 1924) (Mindanao)
- Barbodes umalaii (Wood, 1968) (Mindanao)
- Barbodes bantolanensis (Day, 1914); (Manguao-See auf Palawan)
- Barbodes manguaoensis (Day, 1914); (Manguao-See auf Palawan)
- Barbodes quinquemaculatus (Seale & Bean, 1907); Philippinen
- monophyletischer Artenschwarm im Lanaosee auf Mindanao ((†) = ausgestorbene Arten)[4]
  - Barbodes amarus (Herre, 1924) (†)
  - Barbodes baoulan (Herre, 1926) (†)
  - Barbodes clemens (Herre, 1924) (†)
  - Barbodes disa (Herre, 1932) (†)
  - Barbodes flavifuscus (Herre, 1924) (†)
  - Barbodes herrei (Fowler, 1934) (†)
  - Barbodes katolo (Herre, 1924) (†)
  - Barbodes lanaoensis (Herre, 1924) (†)
  - Barbodes lindog (Herre, 1924), vom Aussterben bedroht
  - Barbodes manalak (Herre, 1924) (†)
  - Barbodes pachycheilus (Herre, 1924) (†)
  - Barbodes palata Herre, 1924 (†)
  - Barbodes palaemophagus (Herre, 1924) (†)
  - Barbodes resinus (Herre, 1924) (†)
  - Barbodes sirang (Herre, 1932), vom Aussterben bedroht
  - Barbodes tras (Herre, 1926) (†)